# エムリットフィルター

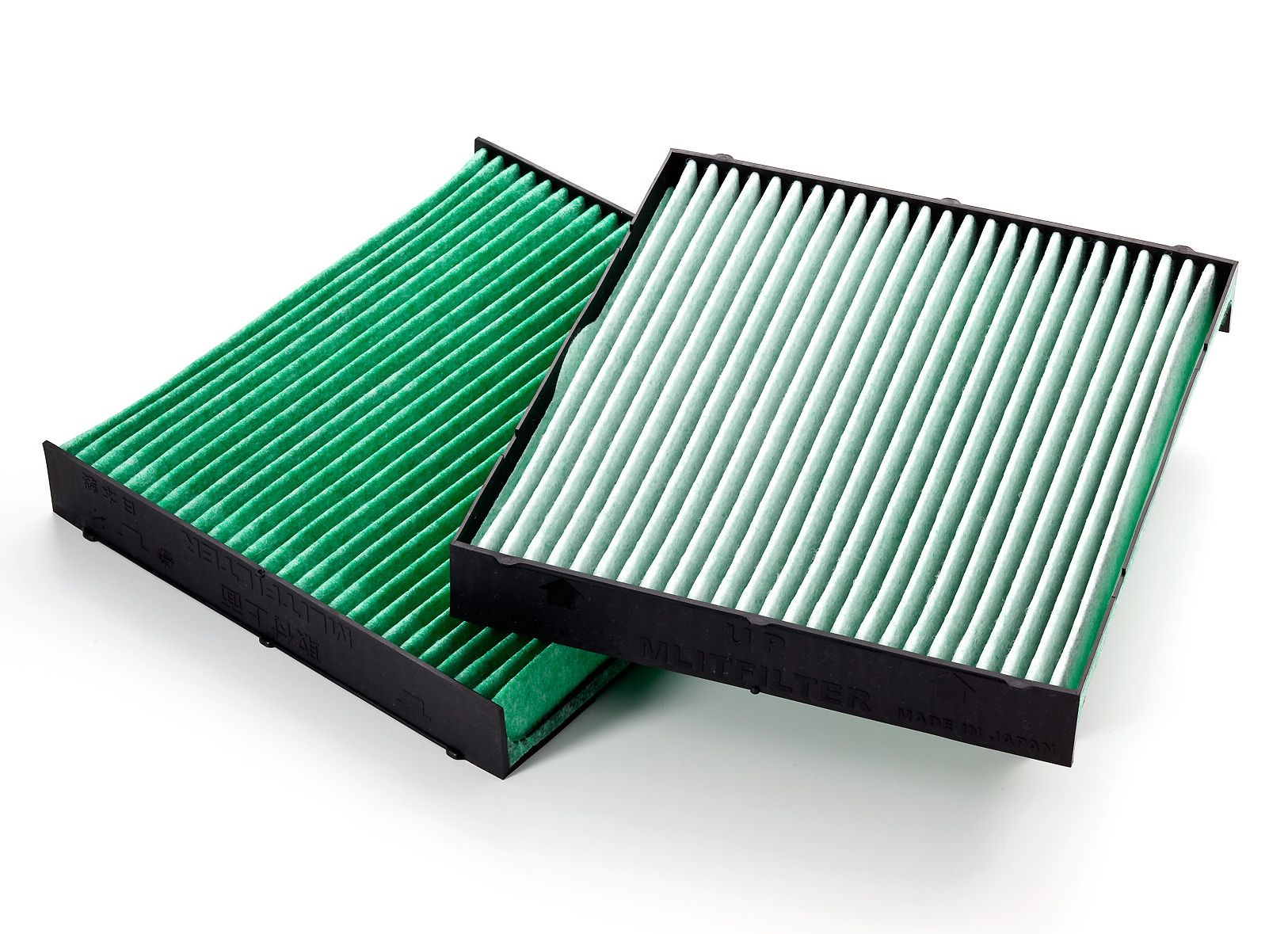
エムリットフィルター D-010

エムリットフィルター (MLITFILTER) は、自動車のエア・コンディショナー（カーエアコン）用クリーンエアフィルタの商品名。

## 概要
愛知県名古屋市に本社を置く株式会社エムリットが2013年3月から販売しているクリーンエアフィルタである。日本国内外の各自動車メーカー純正品との互換性を持つ。生産は日本国内で行い、日本国内に留まらず海外にも販路を広げている。
フィルターは多層構造となっており、花粉やPM2.5といった粒子状物質を吸着するとともに、抗菌・防臭機能も有している。結果としてフィルター自体の厚みが増すこととなったが、通気能力は自動車メーカー純正品と同等にして価格を抑えた。自動車雑誌によるテストでもPM2.5除去能力の高さが確認されている。
２０２１年３月より販売開始したマツダ・ND型ロードスター専用のS-ND5/Pは世界初の専用フィルターとして世界的なヒット商品となっている。同車種用としては、２０２２年９月より中国浙江省にあるUNIVERSEFILTER社と共同開発したエアフィルターを販売しており、装着するだけで２馬力向上することが確認されている。

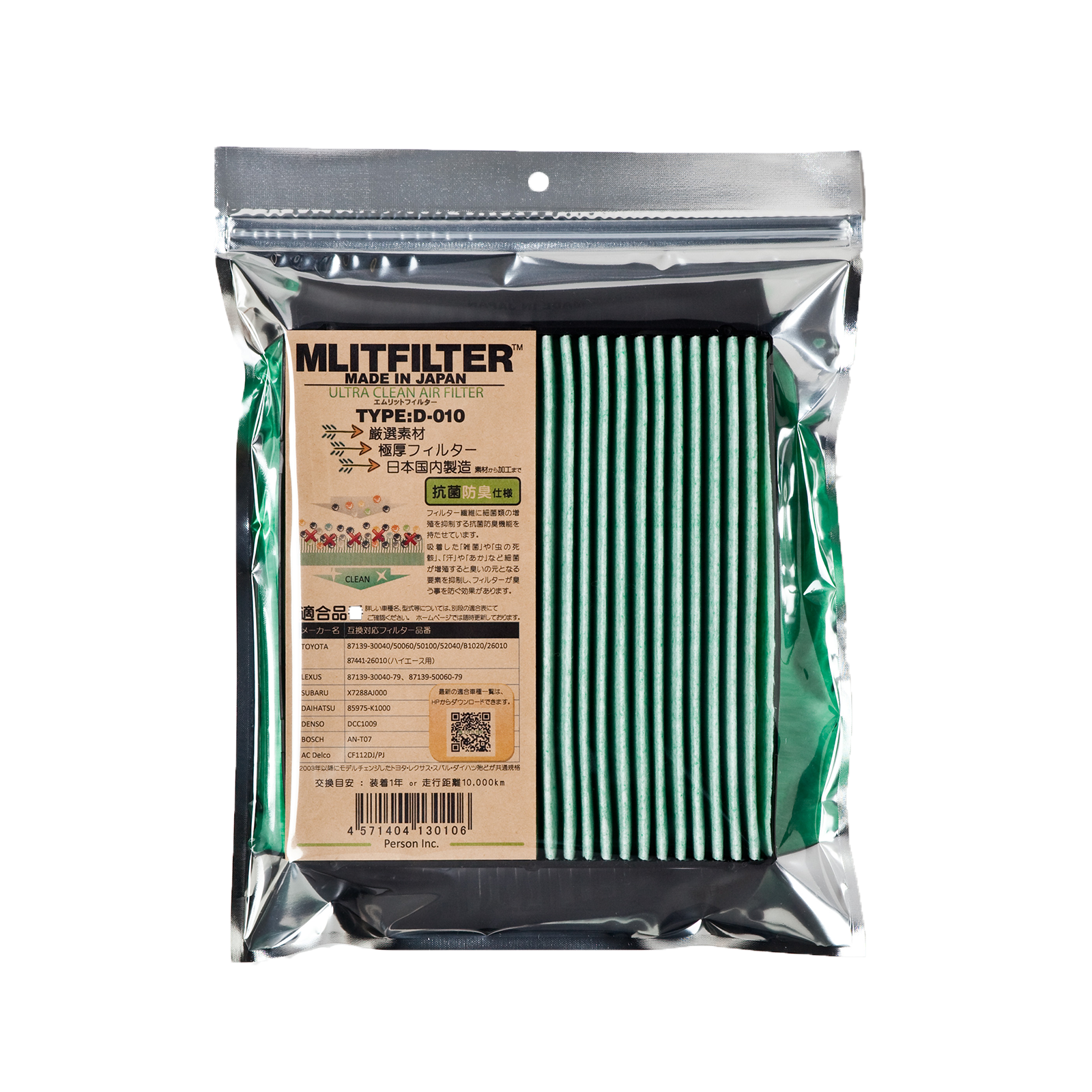
D-010
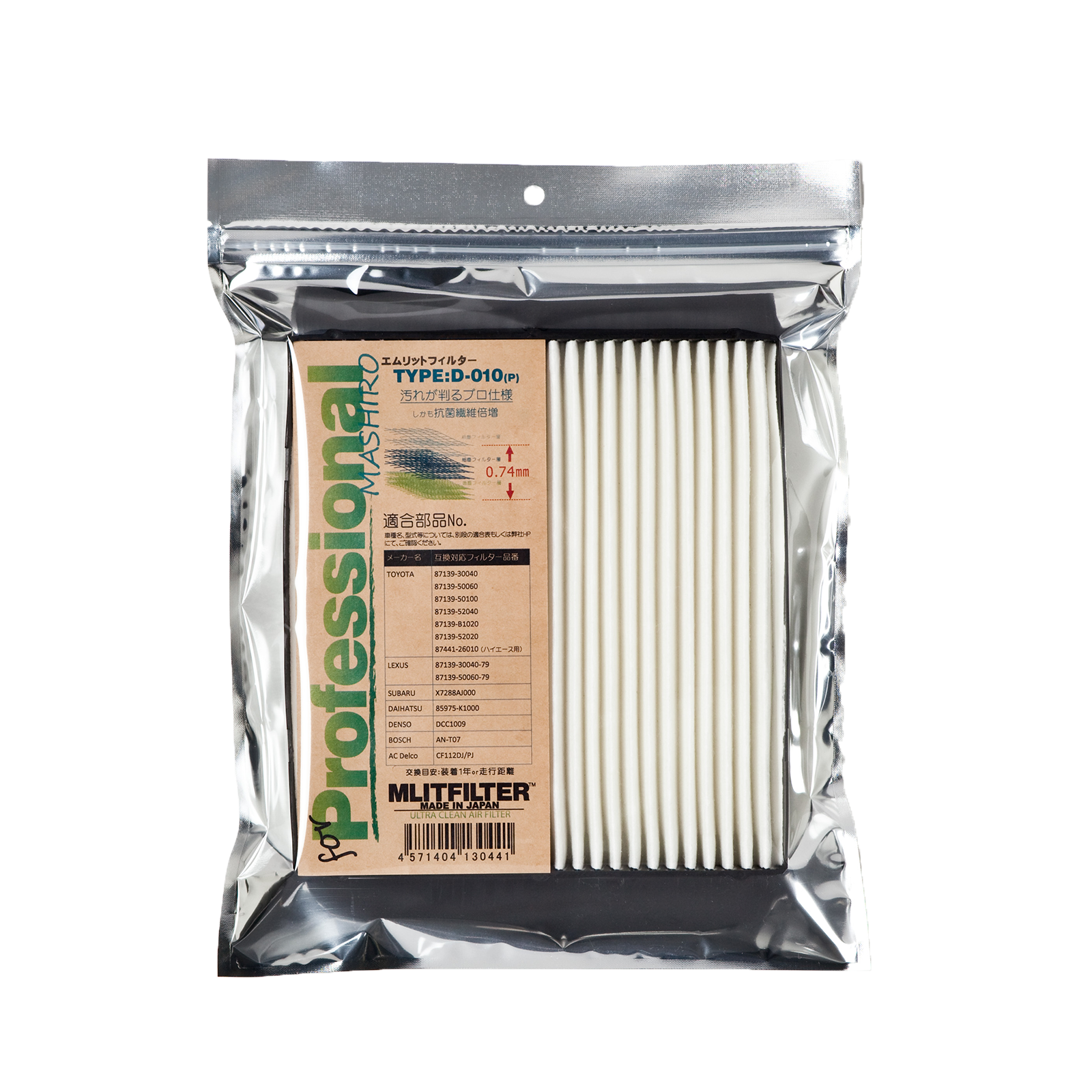
D-010プロ仕様

## 株式会社エムリット
株式会社エムリット (MLIT INDUSTRIES inc.) は、愛知県名古屋市名東区香流に本社を置く企業。もとは有限会社パーソンのエムリット事業部として2012年（平成24年）9月に事業を開始し、2017年（平成29年）4月にマネジメント・バイアウト (MBO) で株式会社エムリット設立、同年5月より事業移管。2019年（令和元年）8月9日には本社を名古屋市中区新栄1丁目31番7号 Fビル新栄1階（北緯35度09分50.3050秒 東経136度55分0.9055秒 / 北緯35.163973611度 東経136.916918194度）から移転している。日本国外では中華人民共和国・上海市に出張所（上海出張所、上海市松江区九新公路818弄E幢）を置く。
マスコットキャラクターはアメコミヒーロー風の「エムリットマン」。
2022年７月より「CLING-AIR」と称するシートクッションを開発し販売している。